# Tugimaantee 46
De Tugimaantee 46 is een secundaire weg in Estland. De weg loopt van Tatra via Otepää naar Sangaste en is 46,6 kilometer lang. 